# Лайош Рац
Лайош Рац (угор. Lajos Rácz; нар. 1 липня 1952, Будапешт) — угорський борець греко-римського стилю, чемпіон та бронзовий призер чемпіонатів світу, дворазовий чемпіон, дворазовий срібний та бронзовий призер чемпіонатів Європи, бронзовий призер Кубку світу, срібний призер Олімпійських ігор.

## Життєпис
У 1970 році став срібним призером чемпіонату Європи серед молоді. У 1972 році на цих же змаганнях здобув бронзову медаль.
Виступав за спортивний клуб «Haladás Szondy Sportegyesület».
Закінчив ПТУ за фахом електрик, потрапивши у десятку кращих із 400 студентів. У 1983 році також отримав диплом професійного тренера. Після завершення кар'єри борця у 1985 році перейшов на тренерську роботу. Член Комітету зі збереження традицій Угорської асоціації боротьби.

## Спортивні результати на міжнародних змаганнях

### Виступи на Олімпіадах
| Змагання                    | Збірна   | Вагова категорія                 | Місце  |
| --------------------------- | -------- | -------------------------------- | ------ |
| Літні Олімпійські ігри 1976 | Угорщина | греко-римська боротьба, до 52 кг | 5      |
| Літні Олімпійські ігри 1980 | Угорщина | греко-римська боротьба, до 52 кг | Срібло |

### Виступи на Чемпіонатах світу
| Змагання                        | Збірна   | Вагова категорія                 | Місце  |
| ------------------------------- | -------- | -------------------------------- | ------ |
| Чемпіонат світу з боротьби 1974 | Угорщина | греко-римська боротьба, до 52 кг | 4      |
| Чемпіонат світу з боротьби 1975 | Угорщина | греко-римська боротьба, до 52 кг | 5      |
| Чемпіонат світу з боротьби 1977 | Угорщина | греко-римська боротьба, до 52 кг | 4      |
| Чемпіонат світу з боротьби 1978 | Угорщина | греко-римська боротьба, до 52 кг | 5      |
| Чемпіонат світу з боротьби 1979 | Угорщина | греко-римська боротьба, до 52 кг | Золото |
| Чемпіонат світу з боротьби 1981 | Угорщина | греко-римська боротьба, до 52 кг | Бронза |
| Чемпіонат світу з боротьби 1982 | Угорщина | греко-римська боротьба, до 52 кг | 4      |

### Виступи на Чемпіонатах Європи
| Змагання                         | Збірна   | Вагова категорія                 | Місце  |
| -------------------------------- | -------- | -------------------------------- | ------ |
| Чемпіонат Європи з боротьби 1972 | Угорщина | греко-римська боротьба, до 52 кг | 6      |
| Чемпіонат Європи з боротьби 1976 | Угорщина | греко-римська боротьба, до 52 кг | 4      |
| Чемпіонат Європи з боротьби 1977 | Угорщина | греко-римська боротьба, до 52 кг | Золото |
| Чемпіонат Європи з боротьби 1978 | Угорщина | греко-римська боротьба, до 52 кг | Срібло |
| Чемпіонат Європи з боротьби 1979 | Угорщина | греко-римська боротьба, до 52 кг | Бронза |
| Чемпіонат Європи з боротьби 1981 | Угорщина | греко-римська боротьба, до 52 кг | Срібло |
| Чемпіонат Європи з боротьби 1982 | Угорщина | греко-римська боротьба, до 52 кг | 4      |
| Чемпіонат Європи з боротьби 1983 | Угорщина | греко-римська боротьба, до 52 кг | Золото |

### Виступи на Кубках світу
| Змагання                    | Збірна   | Вагова категорія                 | Місце  |
| --------------------------- | -------- | -------------------------------- | ------ |
| Кубок світу з боротьби 1982 | Угорщина | греко-римська боротьба, до 52 кг | Бронза |

### Виступи на інших змаганнях
| Змагання                           | Збірна   | Вагова категорія                 | Місце  |
| ---------------------------------- | -------- | -------------------------------- | ------ |
| Гран-прі Німеччини з боротьби 1979 | Угорщина | греко-римська боротьба, до 52 кг | Бронза |
| Гран-прі Німеччини з боротьби 1980 | Угорщина | греко-римська боротьба, до 52 кг | Срібло |

### Виступи на змаганнях молодших вікових груп
| Змагання                                      | Збірна   | Вагова категорія                 | Місце  |
| --------------------------------------------- | -------- | -------------------------------- | ------ |
| Чемпіонат Європи з боротьби серед молоді 1970 | Угорщина | греко-римська боротьба, до 52 кг | Срібло |
| Чемпіонат Європи з боротьби серед молоді 1972 | Угорщина | греко-римська боротьба, до 52 кг | Бронза |